# 大仏前駅
大仏前駅（だいぶつまええき）はかつて京都府京都市下京区（現・東山区）鍵屋町にあった京阪電気鉄道京阪本線の駅。鴨川にかかる「正面橋」との交差部北側に設けられ、東へ向かう正面通は豊国神社への参道ともなっていた。

## 歴史
1910年1月に駅の設置を申請、同3月京都府知事より認可を受け、同年4月15日の京阪線開業に合わせて開設された。七条通沿いに京都市電七条線の敷設が決まり、市電との乗り換えの便を図るために七条駅を設けることとなり当駅は1913年4月26日に廃止された。

### 年表
- 1910年（明治43年）4月15日：開業[1]。
- 1913年（大正2年）4月26日：廃止[2]。

### 駅名の由来
かつて京の大仏があった方広寺の最寄り駅であったことにちなむ。

## 駅周辺
鴨川沿いにあった駅の1つ。駅跡地は川端通となり、東西を正面通が横切る。西側には正面橋があり、東側には方広寺や豊国神社などの寺社がある。七条駅は当駅跡の南側に建設され、現在は地下駅として営業している。
- 方広寺
- 豊国神社
- 耳塚（鼻塚）
- 元和キリシタン殉教の地[4]
- 京都美術工芸大学京都東山キャンパス
- 京阪電気鉄道（京阪）京阪本線七条駅
- 川端通
- 正面通
  - 正面橋
- 鴨川

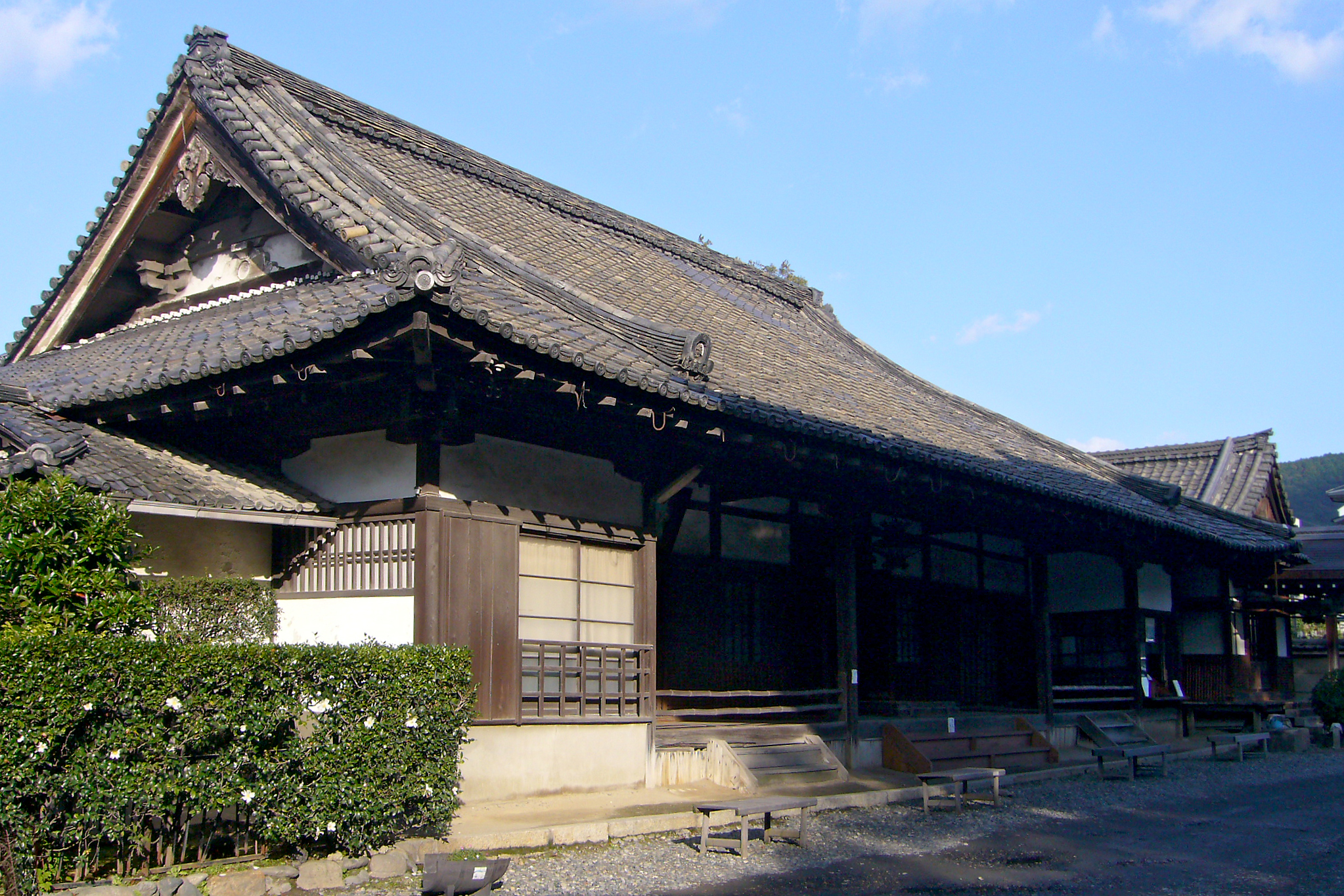
方広寺（2005年11月）
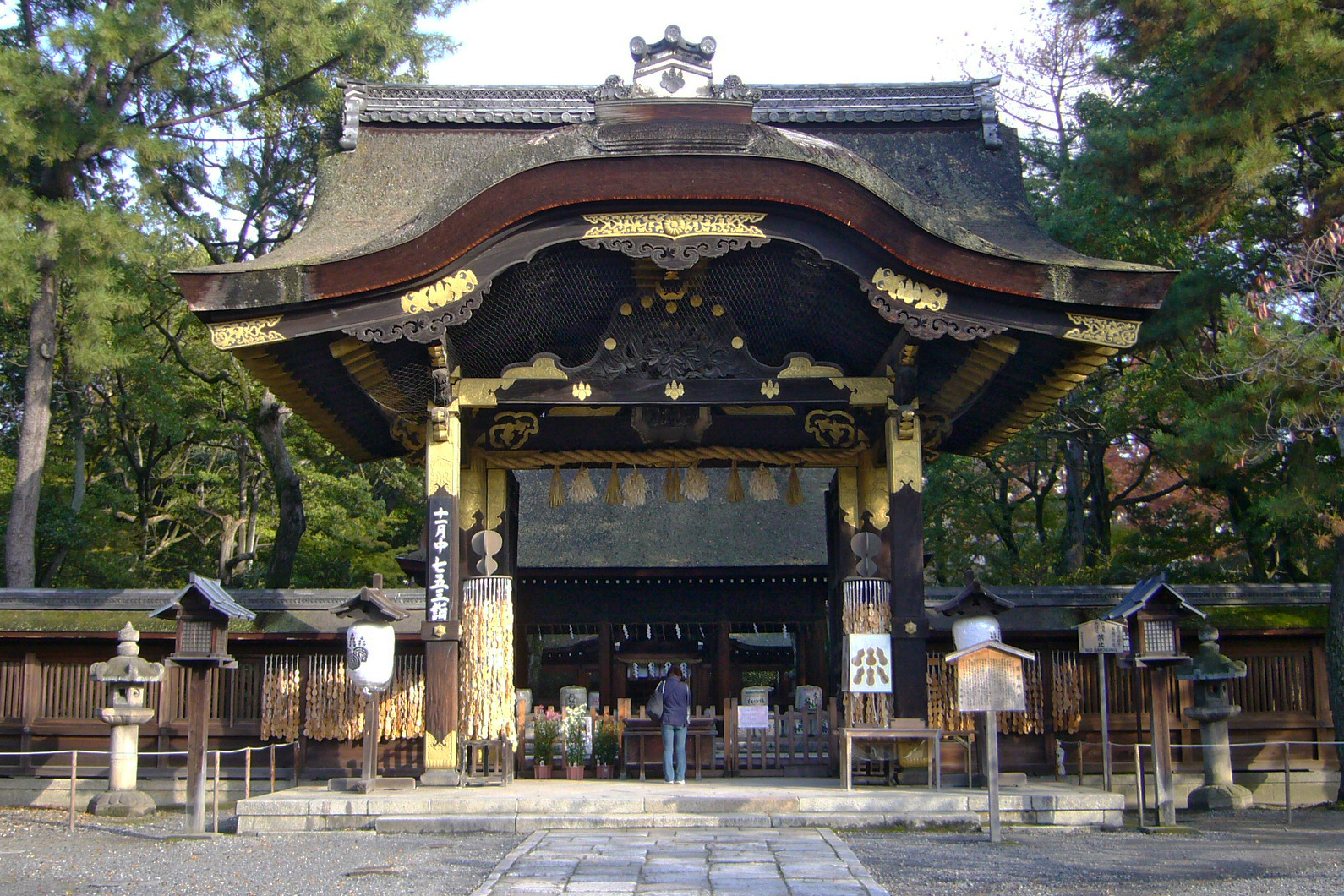
豊国神社（2005年11月）
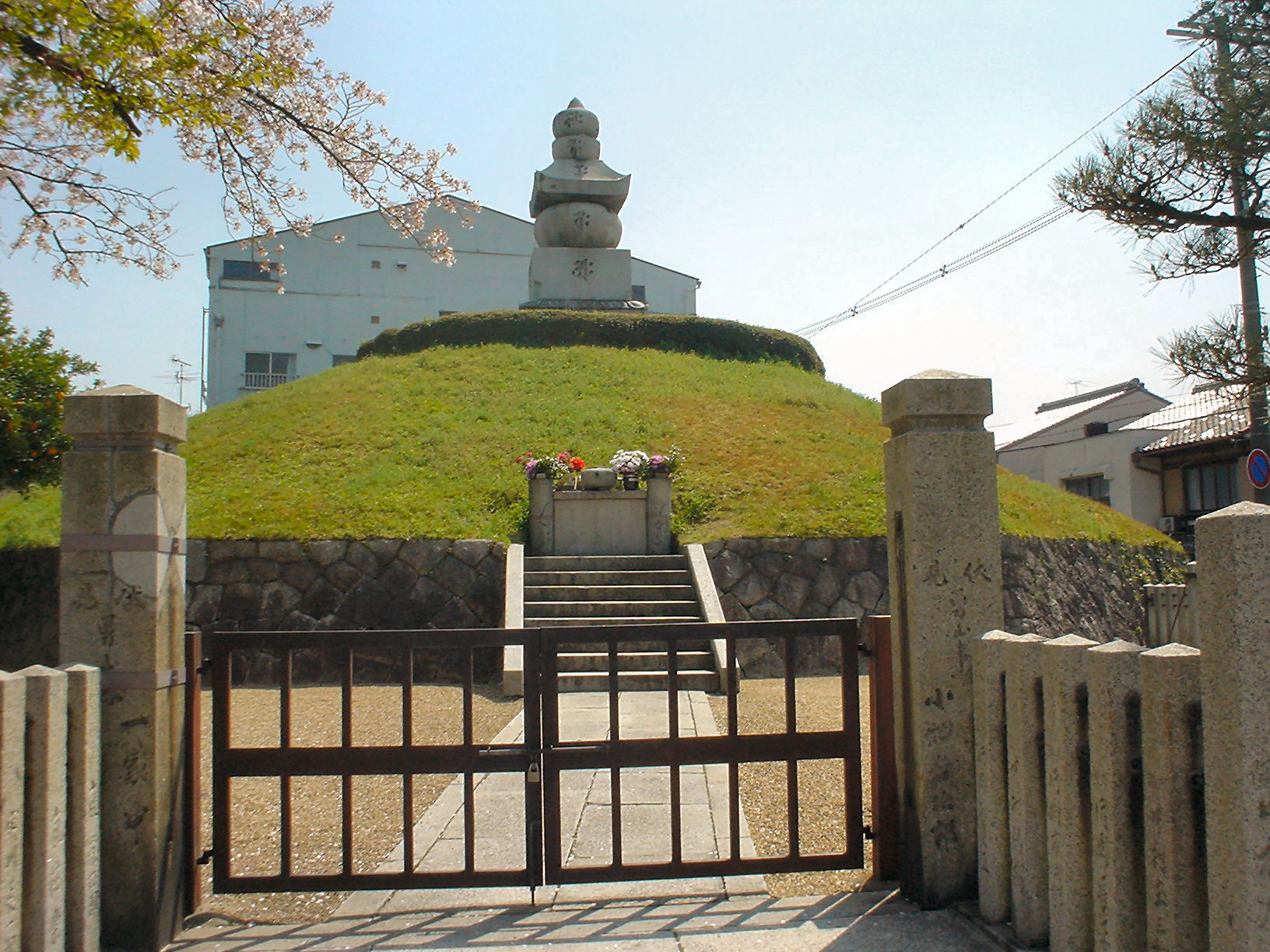
耳塚（鼻塚）（2005年4月）
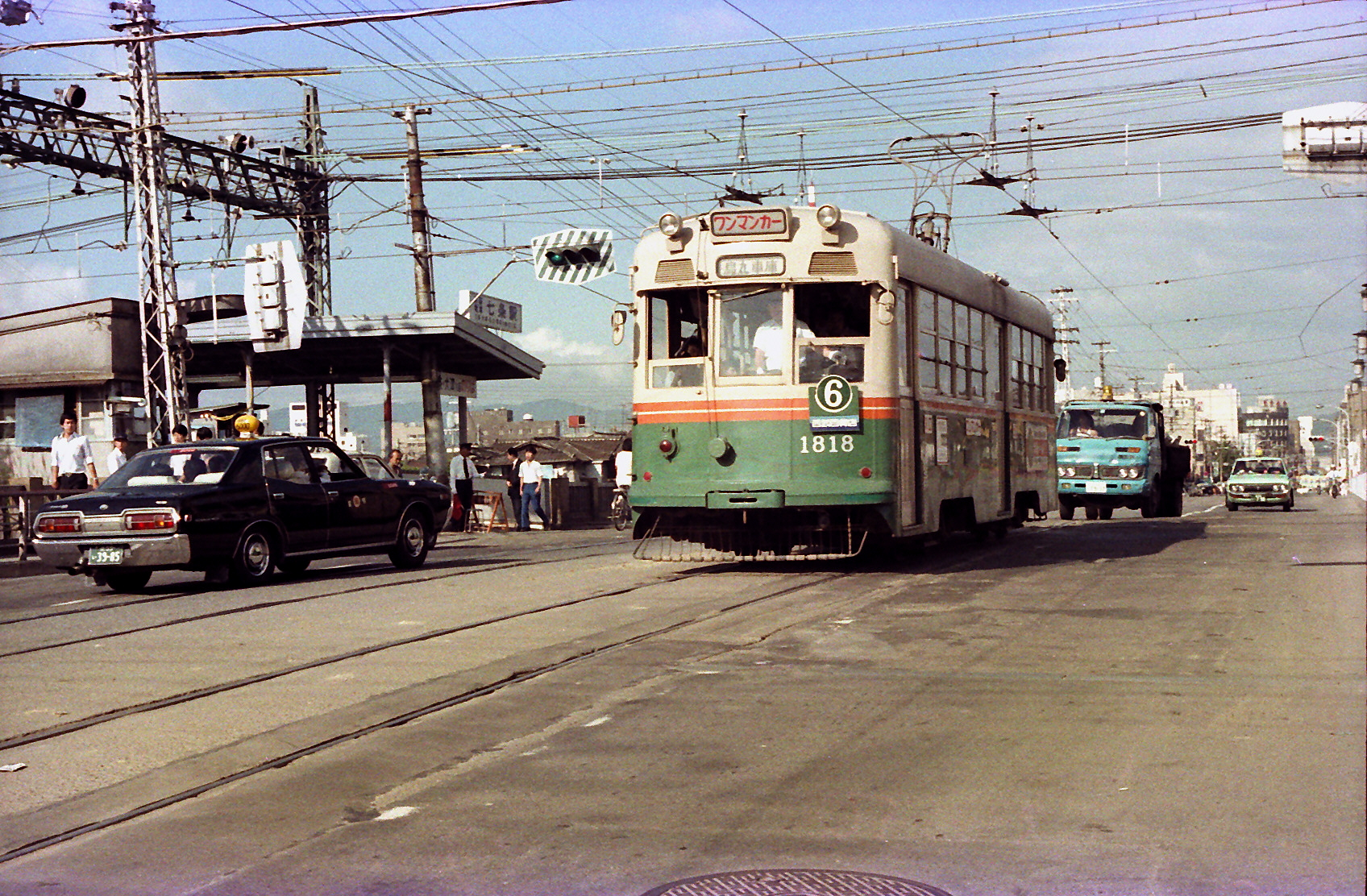
七条駅（地上駅時代。左側）と京都市電七条線（右側）（1978年9月）
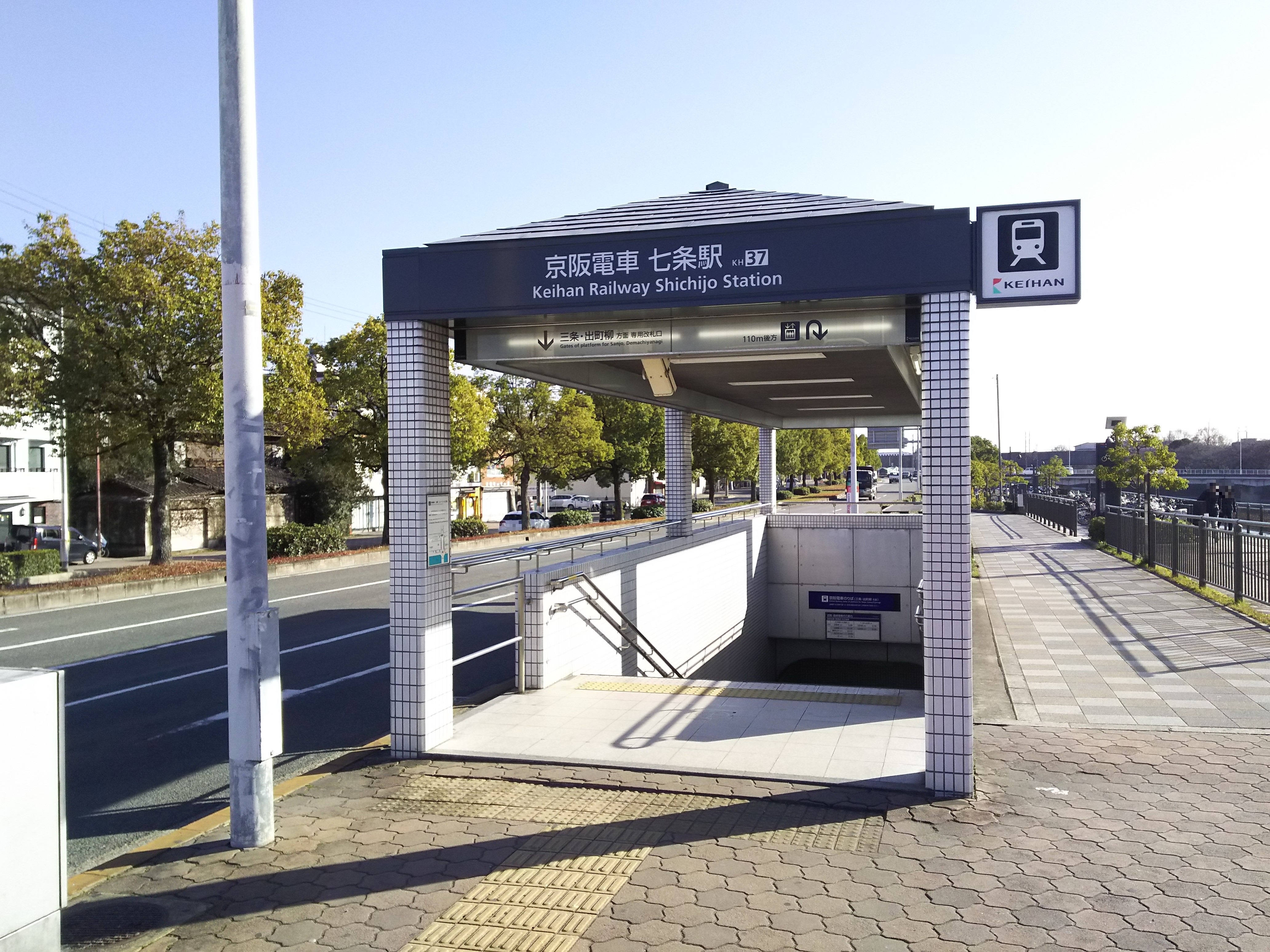
七条駅（地下駅となった後）（2017年2月）

## 隣の駅
京阪電気鉄道
京阪本線
塩小路駅 - 大仏前駅 - 五条駅